# Козаченко, Дмитрий Анатольевич
Дми́трий Анато́льевич Козаче́нко (укр. Дмитро Анатолійович Козаченко; род. 11 января 1982, Киев) — украинский футболист, игравший на позиции вратаря. Мастер спорта международного класса (с 2001 года).

## Игровая карьера
Воспитанник футбольной школы киевской «Смены». Первый тренер — Михаил Лабузов. Начинал заниматься как полевой игрок, но вскоре стал на позицию вратаря.
Профессиональную карьеру начал в столичной «Оболони». В команде дебютировал 17 октября 1999 года в матче против ахтырского «Нефтяника» (1:1). После играл за полтавскую «Ворсклу-2» и броварский «Нафком».
В 19-лет попал в итальянскую «Сиену», которая выступала в серии В, но не смог конкурировать с другими вратарями. После чего перешёл в клуб «Нафком».
Зимой 2005 года перешёл в луганскую «Зарю». В команде провёл 62 матча. В феврале 2007 года перешёл в симферопольскую «Таврию». В команде провёл всего 2 матча и перешёл в казахстанский «Атырау» на правах свободного агента. В декабре 2008 года покинул клуб. Вскоре перешёл в перволиговую «Александрию». В марте 2014 года перешёл в кировоградскую «Звезду».
Весной 2015 года стал играть за любительский клуб «ВПК-Агро» из Магдалиновки.
Летом 2015 перешёл в «Энергию» (Новая Каховка).
Один из немногих действующих украинских голкиперов, пробивающих пенальти.

## Карьера в сборной
В 2001 году в составе студенческой сборной выступал на летней Универсиаде в Пекине, где украинская команда завоевала серебряные медали. После победы на универсиаде был награждён званием — мастер спорта международного класса.

## Личная жизнь
Имеет высшее образование закончил — республиканское высшее училище физкультуры, Переяслав-Хмельницкий педагогический университет. Женат, вместе воспитывают сына Ивана.

## Достижения
- Обладатель Кубка АФК 2011 года.
- Серебряный призёр Универсиады 2001 года в Пекине.
- Серебряный призёр чемпионата Узбекистана 2011 года.
- Бронзовый призёр чемпионата Узбекистана 2010 года.
- Финалист Кубка Узбекистана 2011 года[13].
- Победитель Первой лиги Украины 2006 года
- Бронзовый призёр Первой лиги Украины (2): 2002, 2005 годов.
- Победитель Второй лиги (2): 1999 (группа «В»), 2001 (группа «Б»).